# Peter Sundelin

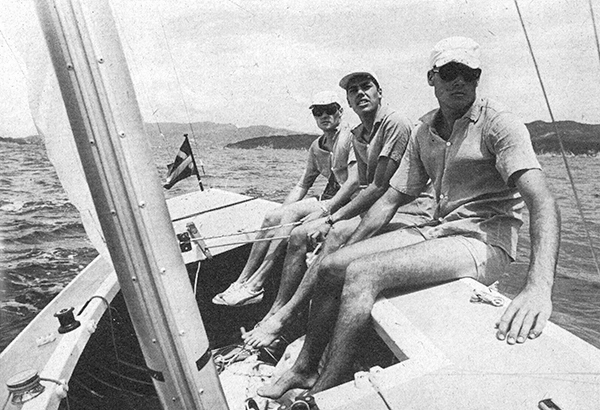
Jörgen Sundelin, Peter Sundelin och Ulf Sundelin. OS 1968.

Peter Sundelin, född 13 januari 1947 i Nacka, är en svensk seglare och chefstränare vid KSSS. Han är bror till Jörgen och Ulf Sundelin, som han tävlingsseglade tillsammans med, och far till Martin Sundelin, som också seglar.
Sundelin var en av de första som gick seglarlinjen på GIH. Han är fortfarande aktiv seglare i Laserklassen.  
Han valdes 2014 tillsammans med sina bröder Jörgen och Ulf in i Svensk seglings Hall of Fame.

## Meriter
- Guld OS 1968 i Acapulco (5,5-meter) tillsammans med sina bröder Ulf och Jörgen
- 6:a OS 1972 i Kiel (Drake) tillsammans med sina bröder Ulf och Jörgen
- 4:a OS 1980 i Tallinn (Starbåt) tillsammans med Håkan Lindström